# Écutigny
Écutigny é uma comuna francesa na região administrativa da Borgonha-Franco-Condado, no departamento de Côte-d'Or. Estende-se por uma área de 5,67 km². Em 2010 a comuna tinha 80 habitantes (densidade: 14,1 hab./km²).